# 福伊克萨
福伊克萨，是西班牙加泰罗尼亚赫罗纳省的一个市镇。总面积19平方公里，总人口311人（2001年），人口密度16人/平方公里。